# Ethel Cooke
Ethel Cooke (Fabens, Texas. 28 de octubre de 1960) es una pintora de nacionalidad estadounidense y nicaragüense que radica en Hermosillo, Sonora. Su obra tiende al experimentalismo, presentándose en múltiples formatos y espacios.

## Biografía
Hija de padre estadounidense y madre nicaragüense, Ethel Cooke se muestra desde temprana edad interesada en cine y arte. En 1983 se forma en la facultad de Artes Plásticas de la Tompkins Cortland Community College. Para 1985 se inscribe a los talleres de escultura en la Universidad de Sonora. Su carrera se formaliza al incorporarse a la Asociación Sonorense de Artes Plásticas a los 26 años para convertirse en presidenta del mismo en 1992. Al año 1995 representa al Estado de Sonora en un intercambio cultural con Italia. Al año siguiente obtuvo el premio de adquisición del Concurso Estatal de Artes Plásticas.
Ethel Cooke ha creado murales públicos, esculturas, dibujo y poesía. Ha participado en teatro, escenografía y diseño de vestuario. Es acreedora reconocimientos y fondos gubernamentales. Cuenta exposiciones colectivas e individuales en Estados Unidos, México y  Europa. Resultó becaria de FECAS con el proyecto de “Intervención urbana” y PACMYC con obra mural en el Museo de Culturas Populares e Indígenas de Sonora. Además de su docencia en pintura y dibujo experimental, también fungió como educadora de apreciación del arte a nivel primaria, preparatoria y Universidad.

### Distinciones
- Primer lugar en el Concurso Estatal de Artes Plásticas, Sonora 1996.[4]
- Intercambio Cultural Eusebio Francisco Kino, Sonora-Italia en 1995.[4]

## Obra
Desde 1985 se desenvuelve pintura también grabado, instalación, escultura y muralismo, siendo su enfoque principal la primera.

### Exhibiciones
- Indígenas (Dryden, Nueva York, 1985)[4]
- Introspectiva en Azul (Hermosillo, 1992)[4]
- Intentos (Hermosillo, 1994)[4]
- Yo Miocardio me Confieso (Taxco, Guerrero, 1995)[4]
- Fariseos I (Trento, Italia, 1995)[4]
- Verdad o Penitencia (Hermosillo y Guaymas, 1996)[4]
- Luna Roja (México, DF, 1997)[4]
- Fariseos II (Hermosillo, 1997)[4]
- Sudarios y Gestaciones (México, DF 2013)[5]
- Resetting (Cd. Obregón, 2015)[3]

### Murales
- Guardianes del tiempo, junto con Fernando Saldaña en el Palacio de Gobierno de Sonora.[6]
- En el Museo de Culturas Populares, de Hermosillo, Sonora.[7]
- Murales urbanos en el Banco de Ropa.[8]

### Otras participaciones
- Jurado del quinto certamen estatal de dibujo “Ponle color a la democracia” 2011.[9]